# Peter Chong (karateka)
Peter Chong Seh Jam (ur. 30 marca 1941) w Singapurze – singapurski karateka stylu kyokushin, stworzonego przez Masutatsu Ōyama, posiadacz 9 dan. Były zastępca nadinspektora Singapurskiej Policji.

## Kariera
Peter Chong był zastępcą komendanta głównego singapurskiej policji. W 1988 r. otrzymał Pingat Bakti Masyarakat od ówczesnego wicepremiera Singapuru na rzecz sztuk walki.
P. Chong był wieloletnim członkiem komitetu międzynarodowej organizacji IKO (International Kyokushin Organization), dyrektorem ds. Azji i bliskiego wschodu IKO1 założonej przez Masutatsu Oyamę. Zanim zaczął studiować karate Kyokushin, wcześniej uprawiał Judo. Pierwsze kroki w sztukach walki stawiał w 1955 roku pod okiem swojego ojca. W 1965 r. wyjechał do Japonii, aby trenować karate pod okiem twórcy M. Oyamy w Dojo Honbu Ikebukuro w Tokio. Podczas pobytu w 1965 r. został jednym z pierwszych Uchideshi (jap. 内弟子) M. Oyamy. W 1969 roku otworzył pierwszą szkołę karate Kyokushin w Singapurze.
Kancho Peter Chong obecnie jest dyrektorem światowej organizacji International Karate Alliance KyokushinRyu.

## Życie prywatne
Peter Chong jest katolikiem, ma dwóch synów, którzy również uprawiają karate Kyokushin.
James Chong 4 dan, Jackie Chong 6 dan.